# 太王太后
太王太后，簡稱太后，是王、親王、國王之法定祖母的正式封號。在部分朝代曾出現的太上太后為太王太后的變體。
由於繼承皇位的可能是庶子，或者帝王在繼位時，其生母、親祖母已去世，所以太后、太上太后、大王太后並不一定是帝王的生母或親（曾）祖母。

## 中國
漢朝延續了戰國時期王祖母稱太王太后的制度，後宮妃嬪若生子、且其子有封國為王國太后，若其子先於生母逝世，由其孫繼位，則稱太王太后。
在十六國時期，部份政權的君主並不稱帝，只稱王，其法定祖母則尊為太王太后。例如前涼王張駿的昭儀馬氏，其子張重華登基後尊她為王太后，後來張重華之子張玄靚繼位，尊她為太王太后。

## 朝鲜半岛
朝鲜半岛的君主称为国王，他的祖母被尊称为太王太后，朝鲜王朝时改称大王大妃

### 韩国太王太后一覽
新罗
| 国王   | 关系 | 谥号     | 姓氏 | 丈夫   | 年代         | 备注 |
| ------ | ---- | -------- | ---- | ------ | ------------ | ---- |
| 真平王 | 祖母 | 思道夫人 | 朴氏 | 真興王 | 579年－614年 |      |

高丽王朝
| 国王       | 关系     | 谥号     | 本貫       | 丈夫       | 年代           | 陵   | 备注 |
| ---------- | -------- | -------- | ---------- | ---------- | -------------- | ---- | ---- |
| 高麗成宗   | 祖母     | 神靜太后 | 黄州皇甫氏 | 高麗太祖   | 追封           | 壽陵 |      |
| 高麗順宗   | 伯母     | 敬成王后 | 慶州金氏   | 高麗德宗   |                | 質陵 |      |
| 高麗宣宗   | 伯母     | 敬成王后 | 慶州金氏   | 高麗德宗   |                | 質陵 |      |
| 母         | 仁睿王后 | 仁川李氏 | 高麗文宗   |            | 戴陵           |      |      |
| 高麗仁宗   | 伯祖母   | 宣禧王后 | 慶州金氏   | 高麗順宗   | 追封           | 成陵 |      |
| 高麗忠穆王 | 祖母     | 恭元王后 | 南陽洪氏   | 高麗忠肅王 | 1344年－1351年 | 令陵 |      |
| 高麗忠定王 | 祖母     | 恭元王后 | 南陽洪氏   | 高麗忠肅王 | 1344年－1351年 | 令陵 |      |
| 高麗禑王   | 祖母     | 恭元王后 | 南陽洪氏   | 高麗忠肅王 | 1374年－1380年 | 令陵 |      |